# Noravank SC
Noravank SC is een Armeense voetbalclub uit Vajk.
De club werd in 2020 opgericht en promoveerde dat seizoen dankzij een derde plaats meteen naar het hoogste Armeense voetbalniveau. In 2022 won de club de Beker van Armenië.
FA Alasjkert · 
Ararat Jerevan · 
FC Ararat-Armenia ·
BKMA ·
Gandzasar Kapan ·
FC Noah ·
FC Pjoenik Jerevan · 
Sjirak Gjoemri ·
FC Urartu ·
FC Van ·
FC West Armenia